# Personnes trans dans le sport
Pour un article plus général, voir Transidentité.

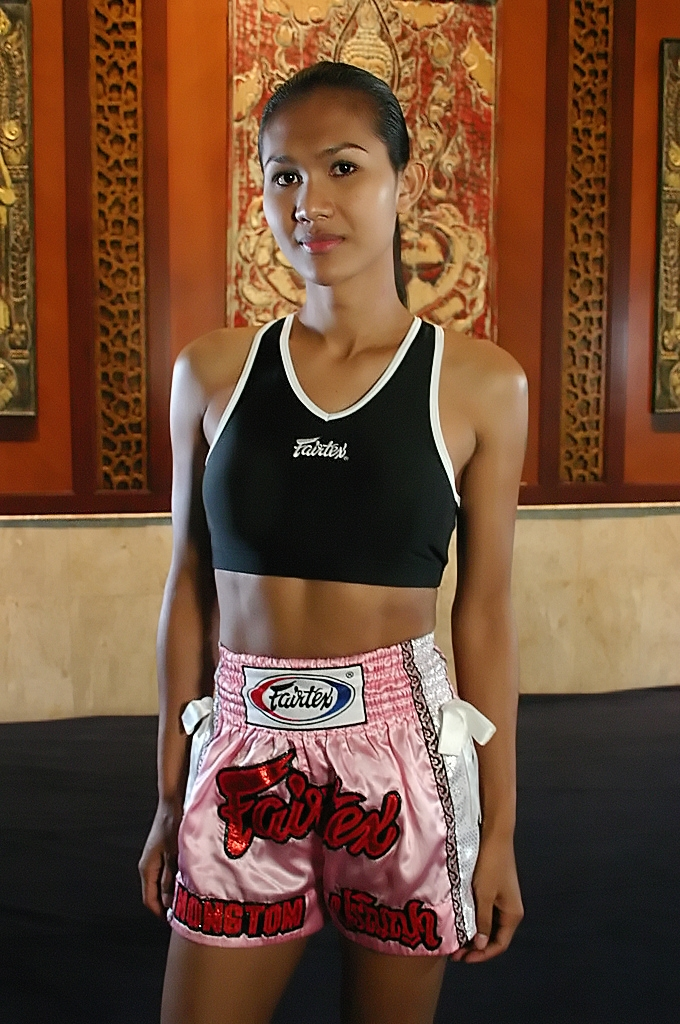
La boxeuse katoï de muay-thaï Parinya Charoenphol en 2006.

L'inclusion des personnes trans dans le sport, et plus particulièrement des femmes trans dans les compétitions féminines, est un sujet de débats depuis le milieu du XXe siècle. Si les études scientifiques soit ne permettent pas de trancher, soit concluent à une absence d'avantages pour les femmes trans au niveau sportif malgré des différences physiques telles que la densité osseuse ou la taille des poumons[source insuffisante], de nombreuses fédérations de sport, au niveau national ou international, les excluent, argumentant une inéquité ou des risques de blessures accrus pour leurs adversaires.
Lorsqu'elles sont incluses, de nombreuses contraintes peuvent exister : taux de testostérone inférieur à un seuil fixé depuis un à trois ans, prise d'hormones féminisantes depuis avant la puberté, chirurgie de réassignation sexuelle effectuée, gabarit suffisamment petit. Ces contraintes peuvent différer entre pays et entre les fédérations nationales et internationales. L'inclusion, même conditionnelle, de femmes trans, peut parfois susciter des réactions violentes des athlètes cis[source insuffisante].
Les hommes trans, quant à eux, sont parfois obligés de produire une décharge juridique concernant le risque de blessures, un certificat d'aptitude, ou une justification médicale à leur prise de testostérone, considérée autrement comme un produit dopant.
De nombreuses fédérations mettent en avant l'existence d'évènements ou de versions mixtes du sport comme manière de permettre aux femmes trans d'avoir une pratique sportive malgré ces exclusions.

## Arguments
La participation des personnes transgenres aux sports de compétition, une institution traditionnellement fondée sur la ségrégation sexuelle, est une question controversée, en particulier l'inclusion des femmes et des filles transgenres dans les sports féminins.
Les opposants soutiennent que les femmes transgenres ont un avantage injuste sur les femmes cisgenres dans les sports de compétition et peuvent les mettre en danger en raison des différences sexuelles dans la physiologie humaine, et que ces différences ne sont pas suffisamment inversées par les thérapies hormonales transgenres. Les partisans des athlètes transgenres soutiennent que les bloqueurs de puberté et les œstrogènes prescrits par un médecin suppriment les niveaux de testostérone et réduisent la masse musculaire des femmes transgenres, réduisant ainsi les éventuels avantages concurrentiels,. Les partisans soutiennent également que le sport, en particulier les sports pour les jeunes, concerne également l'appartenance, le bien-être et la socialisation des jeunes. Ainsi des hommes trans choisissent la musculation afin de redessiner leur corps et conforter leur genre. L'American Medical Association déclare que la législation interdisant aux femmes trans de pratiquer des sports féminins nuit à la santé mentale des personnes transgenres.

## Historique
Dans les années 1930, plusieurs personnalités du monde sportif réalisent des transitions : Zdeněk Koubek, Mark Weston, Sophie Smetkowna et Dora Ratjen.
La controverse a provoqué des débats concernant la vérification du sexe dans le sport. Depuis le milieu du XXe siècle, les institutions sportives ont répondu à la participation des femmes transgenres et des femmes soupçonnées d'être transgenres, masculines ou intersexes, en ajoutant des critères d'éligibilité aux sports féminins déterminés par l'examen physique, les chromosomes sexuels et les hormones sexuelles,,,,,,,,. Les tests de féminité apparaissent dans les années 1970 en réponse au dopage systématique à la testostérone ou aux stéroïdes anabolisants dans les pays de l'Est et sont abolis aux Jeux olympiques d'été de 2000, considérés comme trop chers, peu fiables et néfastes pour les sportives. Les partisans de ces réglementations les considèrent comme nécessaires pour assurer une concurrence loyale et la sécurité des femmes,,. Les opposants ont critiqué ces réglementations comme étant discriminatoires à l'égard des femmes transgenres et intersexes, affectant de manière disproportionnée les femmes racisées et causant des violations de l'éthique médicale,,,,,.
Depuis la fin des années 2010 et le début des années 2020, certains États américains ont adopté des lois restreignant la participation des jeunes transgenres aux sports au secondaire ou des femmes et filles trans aux sports féminins,,. En France, Amélie Oudéa-Castéra, ministre des Sports, souhaite constituer un groupe d'experts en 2023 afin de formuler « des préconisations à destination du mouvement sportif » pour favoriser l'inclusion des personnes trans dans les compétitions.
L'inclusion des personnes trans dans le sport est traitée différemment selon le sport concerné et la fédération internationale dont il relève.

## Recherche scientifique
Une étude publiée en 2021 dans Medicine & Science in Sports & Exercise montre que la suppression de la testostérone chez les femmes transgenres ne supprime pas l'avantage de la performance masculine. Selon les auteurs de l'étude, la question de savoir si la réglementation en cours supprime l'avantage de la performance masculine n'a pas été examiné. Ils rapportent que les études longitudinales examinant les effets de la suppression de la testostérone sur la masse et la force musculaires chez les femmes transgenres montrent systématiquement des changements très modestes, où la perte de masse corporelle maigre, de surface musculaire et de force s'élève généralement à environ 5 % après 12 mois de traitement. Ainsi, l'avantage musculaire dont bénéficient les femmes transgenres n'est que très peu réduit lorsque la testostérone est supprimée.
Le seuil de 5 nanomole/litre, utilisé par plusieurs fédérations, est remis en cause par plusieurs études. En effet, bien que des variations existent entre les hommes et les femmes, la chercheuse en médecine de l’université de Montréal, Cara Tannenbaum, relève que ces différences peuvent être très inégales selon les personnes. En l'occurrence, des femmes produisent plus de testostérone que certains hommes.
Les méta-analyses montrent un manque d'études pour statuer sur les performances dans le sport entre personnes transgenre et cisgenre. Les auteurs révèlent l'hétérogénéité des conclusions et indiquent des résultats non concluants,,. Les quelques études menées semblent montrer que les différences de genre assignées à la naissance ont un impact différent selon les sports pratiqués. L'environnement est considéré comme inconfortable et peu inclusif pour les personnes transgenres ainsi qu'une inadéquation des réglementations sportives aux besoins des personnes transgenres,.
En 2023, une méta-analyse, commandée par le Centre canadien pour l'éthique dans le sport, étudie toute la littérature scientifique publiée entre 2011 et 2021 en anglais concernant les femmes trans et leur participation à des sports de haut niveau montre que les femmes trans n'ont pas d'avantages dans les compétitions sportives d'élite si les règles existantes sont suivies,,,,. Elle précise qu'au contraire des facteurs sociaux, comme la nutrition et la qualité de l'entraînement, les facteurs biomédicaux ne présentent pas un avantage,,,,. Ces études montrent qu'il y a peu de preuves pour montrer que les facteurs liés à la puberté masculine - tels que la taille des poumons et la densité osseuse - produisent un avantage pour les athlètes trans,,,,.

## Vécu des personnes trans dans le sport
Plusieurs sportifs de haut niveau expriment les difficultés de l'acceptation de leur transidentité dans ce milieu.

## Règlements
Un groupe de fédérations internationales s'est réuni afin d'établir un consensus sur de règles qui permettront aux athlètes transgenres d'accéder aux compétitions féminines d'élite. La réunion est organisée par l'IAAF à Lausanne le 19 octobre 2019 avec l'audition d'une série d'experts dans des domaines disciplinaires pertinents et des athlètes cisgenres et transgenres. Il en résulte les points suivants,:
- Ils restent attachés à l'équité et à l'égalité des chances pour les athlètes féminines
- L'inclusion des femmes transgenres dans la catégorie des femmes devrait être encouragée par des normes d'éligibilité significatives, à condition qu'elle ne crée pas d'injustice intolérable
- Les règles destinées à accommoder les athlètes transgenres devraient être spécifiques aux sports et conçues par la fédération internationale concernée
- La testostérone est le principal facteur connu de l'écart de performance entre les hommes et les femmes et le taux de testostérone sérique est considéré comme un indicateur acceptable pour distinguer les athlètes masculins des athlètes féminins
- Si une fédération décide d'utiliser la testostérone sérique à cette fin, elle devrait adopter un seuil fixe égal ou inférieur à 5nmol/L pour l'éligibilité de la catégorie féminine
- Des recherches supplémentaires sont nécessaires sur cette question et devraient être encouragées par les fédérations sportives

Les fédérations sportives internationales d'aviron, d'athlétisme, de golf, de tennis et le comité international paralympique se sont réunies afin d'échanger sur la situation des athlètes transgenres et de leur possibilité de participer à des compétitions. De nouvelles règles concernant l'athlétisme sont en cours de préparation. Il s'agirait de considérer qu'au-delà de 5 nmol/L (nanomoles par litre) de testostérone, la sportive ne serait pas autorisée à concourir dans la catégorie féminine en athlétisme.

### Jeux olympiques
Le Comité international olympique n'envisage pas de modifier les textes avant les jeux olympiques de Tokyo de 2020 car il considère comme injuste d'apporter des modifications alors que les qualifications sont en cours. Le 16 novembre 2021, il indique vouloir laisser les fédérations internationales choisir les critères de participation. Il leur propose un « cadre » à partir duquel elles pourront établir leurs propres règles.
Des réflexions font l'objet d'actives considérations sur cette thématique.
Un ancien escrimeur trans (FtM) devient membre du conseil d’administration du Comité olympique japonais en 2021.
En 2021, à Tokyo, l'haltérophile néo-zélandaise Laurel Hubbard est la première athlète transgenre à participer aux Jeux Olympiques. En 2024, à Paris, la coureuse italienne Valentina Petrillo est la première athlète  transgenre à concourir aux Jeux Paralympiques. Elle est autorisée à participer à 2 compétitions aux JO de Paris 2024 (200 m et 400 m en athlétisme) dans la catégorie féminine. Le président du Comité international paralympique, Andrew Parsons, précise que son instance « respecte les règles des fédérations internationales »

### Athlétisme
En 2020, les familles de trois athlètes américaines du secondaire assignent en justice l'association du Connecticut des Conseils sportifs interscolaires du Connecticut et les conseils d'administration des établissements scolaires des communes de Bloomfield, Cromwell, Glastonbury, Canton et Danbury afin d’empêcher 3 jeunes femmes trans de participer à des compétitions d'athlétisme sur piste. Cependant, la loi anti discrimination en vigueur dans cet État, comme dans dix-sept autres États américains, prévoit que les élèves doivent être traités en fonction du sexe auquel ils s’identifient et leur permet ainsi de concourir en tant que tel dans des compétitions féminines du secondaire. Une des élèves, dont la famille est demanderesse dans cette action pour le moment non jugée, remporte nettement deux courses auxquelles l'une des trois jeunes femmes trans participe,. L'État de l'Idaho adopte en 2020 une mesure visant à interdire la participation des femmes trans (MtF) à des compétitions sportives organisées par des établissements d'enseignement public alors que cette interdiction ne concerne pas les hommes (FtM). Le procureur général de cet État évoque un problème de constitutionnalité de ce texte,. Un projet de loi similaire est déposé en 2021 au Texas,. Un autre est adopté dans le Montana la même année,. La NCAA LGBTQ One Team, en publiant une lettre ouverte, s'indigne et condamne ces mesures intrinsèquement discriminatoires. Elle défend, elle aussi, les politiques trans-inclusives s'inspirant de celles établies par la NCAA et le Comité international olympique fondées par les preuves scientifiques actuelles. En l'occurrence, elles montrent que les femmes transgenres ne présentent pas d’avantages différentiels par rapport aux femmes. Un projet de loi est adopté le 25 février 2021 à la chambre des députés afin d'interdire la discrimination basée sur l’orientation sexuelle et l’identité de genre notamment dans le sport. Plus de 400 grandes entreprises (Pepsi, Starbucks, Amazon) expriment leur solidarité envers la communauté LGBTQ par une lettre ouverte en faveur de ce texte. La Fédération américaine d’athlétisme signifie à CeCe Telfer (MtF), âgée de 26 ans, son incapacité à démontrer qu’elle remplit les critères demandés afin de pouvoir participer aux sélections olympiques organisées dans l’Oregon en juin 2021 : un taux de testostérone inhabituellement élevé pour les courses comprises entre le 400 mètres et le mille. L'USAFT soutient cependant avec force l’inclusivité. Elle veut offrir une méthode claire pour assurer la participation de tous au sport, en maintenant l’équité sportive. En 2019, CeCe Telfer est la première athlète ouvertement transgenre à remporter le championnat NCAA d’athlétisme. Pour la fédération internationale d'athlétisme depuis 2019, la présence de testostérone doit être inférieure à 5 nmol/l dans le sérum pendant douze mois.
Balian Buschbaum réalise sa transition (FtM) en 2008 après avoir mis fin à sa carrière d'athlète.
La fédération internationale d'athlétisme (World Athletics) après deux mois de consultation auprès de fédération membres, d'entraineurs, de la commission des athlètes, change sa politique vis-à-vis des athlètes transgenres en prenant une nouvelle décision le 24 février 2023. Elle exclut de la catégorie féminine pour les compétitions féminines internationales à partir du 31 mars 2023: « les athlètes transgenres hommes et femmes qui ont connu une puberté masculine ». Cependant, un groupe de travail sera constitué pendant un an afin d'étudier de futurs développements scientifiques et envisager une éventuelle incorporation à une date ultérieure,.

### Basket-ball

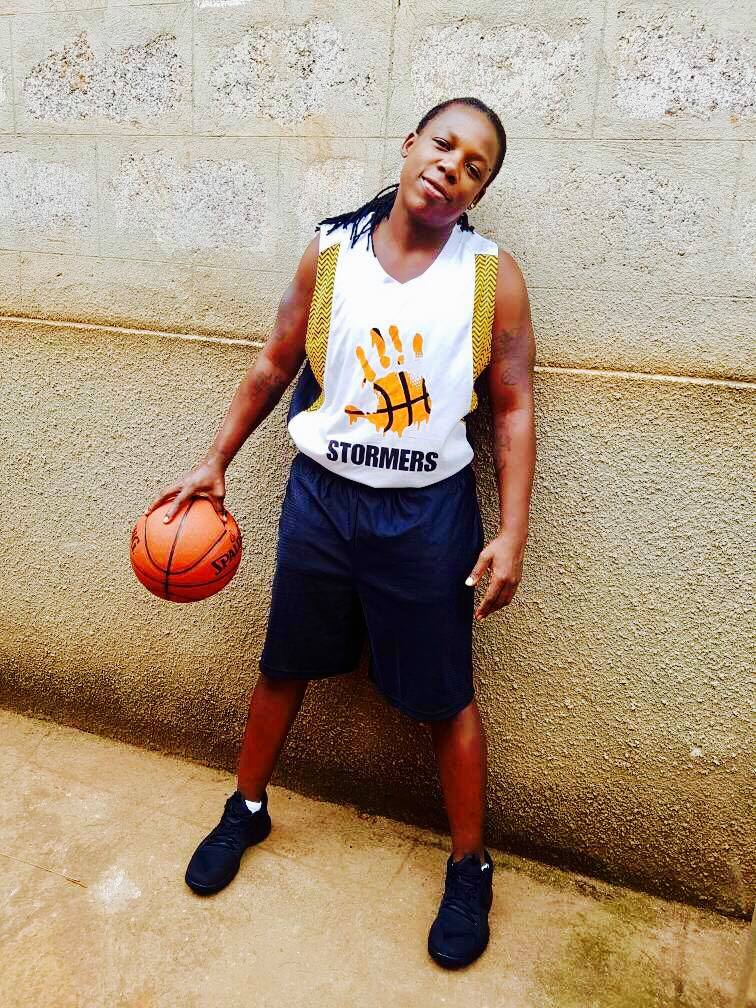
Jay Mulucha, homme trans ougandais jouant en ligue féminine.

La basketteuse américaine Layshia Clarendon annonce son opération de réattribution sexuelle (retrait des seins) en 2021,. Riley Knoxx est la première pom-pom girl ouvertement transgenre à participer à un spectacle de la mi-temps lors du match de basket du championnat des Wizards de Washington de la NBA en mars 2020. Lexi Rodgers, une basketteuse trans, est interdite de match par la Fédération australienne de basket-ball le 18 avril 2023 après avis d'un comité d'experts comprenant un médecin agréé et un médecin du sport. Le dossier est de nature à évoluer du fait sa complexité reconnait la Fédération. La Fédération française de basket-ball autorise la participation des athlètes trans dans les championnats.

### BMX (Bicycle motocross)
L'américaine Chelsea Wolfe participe aux Jeux Olympiques de 2021.

### Boxe anglaise
Après sa transition (FtM) et son changement officiel d'état civil en 2023, le boxeur marseillais Maho Bah-Villemagne souhaite participer à des compétitions dans la catégorie masculine chez les professionnels. Une requête est déposée  auprès de la Fédération française de boxe. Il obtient le 10 mai 2024 une licence dans la catégorie "amateur élite hommes", devenant le premier boxeur trans autorisé à concourir contre des hommes en France.

### Boxe thaïlandaise
La Thaïlande voit la boxeuse katoï Nong Toom devenir une légende dans ce sport national. Elle enseigne ce sport aux enfants.

### Catch

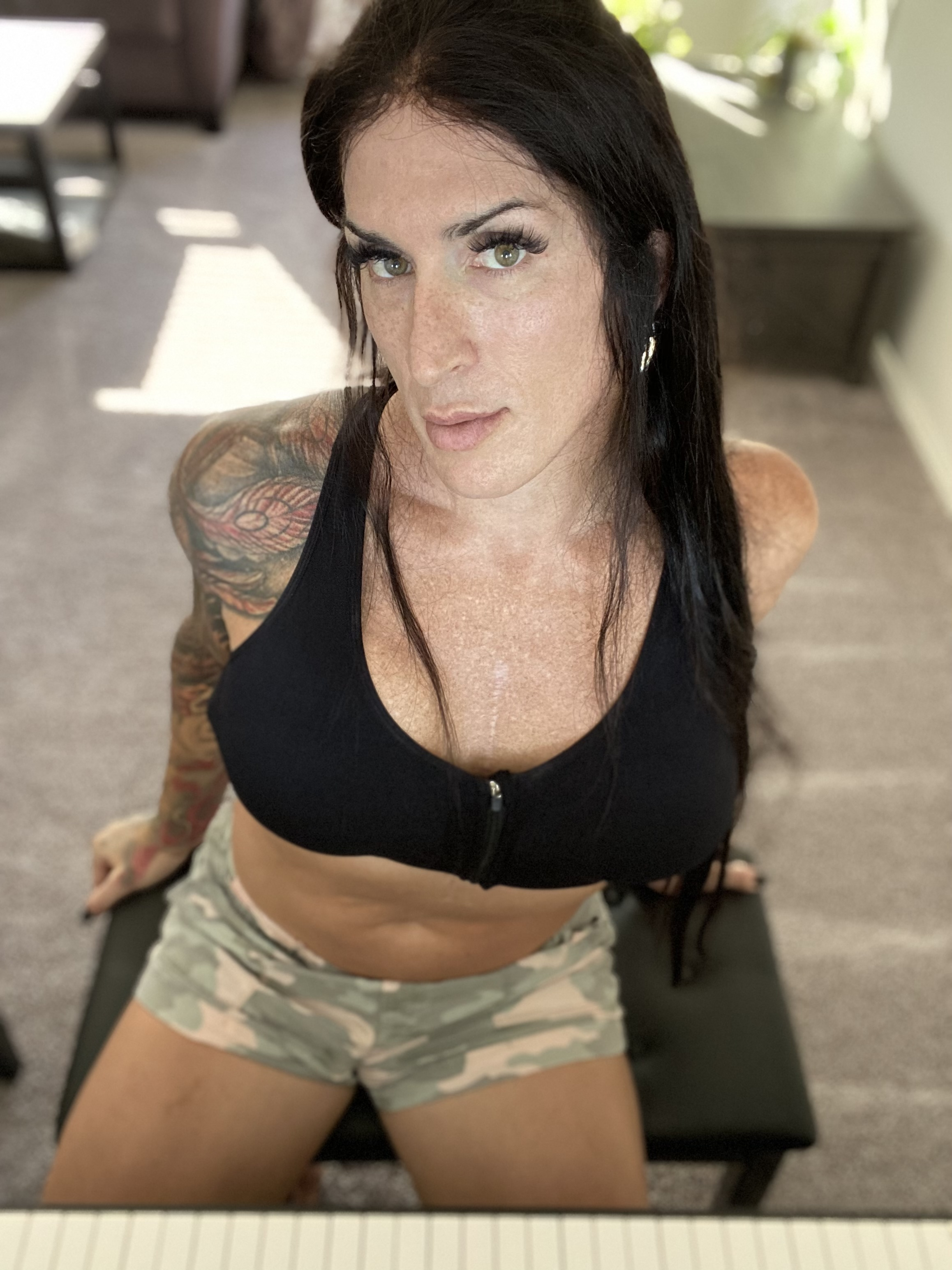
Gabbi Tuft en 2021.

La catcheuse Gabby Tuft annonce sa transition en 2021.

### Cyclisme
Natalie van Gogh, cycliste transgenre, témoigne : son taux de testostérone est quasiment nul depuis sa transition.
L'Union cycliste internationale (UCI) était l'une des rares fédérations qui autorisait les athlètes transgenres à participer aux compétitions. Elle se déterminait ainsi en se basant sur le taux de testostérone. Elle annonce cependant en 2023 rouvrir les discussions au sujet de la place des athlètes transgenres. La présence des coureuses trans survient malgré un lobbying soutenu mené par d'autres coureuses en faveur de leur interdiction pure et simple. En 2022, Marion Clignet, la triple championne du monde française, présente à l'UCI une enquête montrant que 92 % d'entre elles désapprouvent la présence des athlètes trans dans le peloton féminin. À la suite d'une réunion d'un comité directeur en session extraordinaire le 5 juillet 2023, l'Union cycliste internationale annonce le 14 juillet 2023 l'interdiction de la participation aux compétitions internationales des athlètes transgenres féminines ayant effectué leur transition après leur puberté. Toute athlète ne répondant pas aux conditions de participation aux épreuves féminines pourra concourir dans la catégories « hommes » désormais appelée « Hommes / Open ».

### Cross-country
Une loi adoptée en 2021 par la Virginie-Occidentale interdit aux élèves définis avec leur sexe masculin de naissance de participer à des compétitions féminines. Dès son adoption, la loi est contestée en justice par Becky Pepper-Jackson, une jeune fille trans âgée de onze ans, qui souhaite entrer dans l'équipe de cross-country de son école. La Cour d'appel des États-Unis pour le quatrième circuit décide le 22 février 2023 de suspendre l'application de la loi en attendant d'examiner l'affaire au fond. L'Etat fédéré s'adresse en urgence à la Cour suprême pour lui demander la levée de ce blocage afin que sa loi s'applique tant que la procédure se poursuit et de « protéger l'équité » dans le sport féminin. Ce texte prend en considération « les compétitions athlétiques d'élite » alors que la petite fille, participe à des courses féminines où « elle a souvent terminé parmi les dernières » mais au cours desquelles « sa mère ne l'a jamais vu aussi heureuse », soulignent ses avocats dans un document judiciaire. Elle est soutenue par plusieurs associations dont la puissante American Civil Liberties Union,. Le 6 avril 2023, la Cour suprême refuse de valider cette loi tout en précisant : « ce dossier concerne un sujet important que la Cour devra probablement trancher dans un futur proche ». La jeune fille trans est donc autorisée à rester dans l'équipe féminine d'athlétisme de son collège.

### Culturisme
Une seule compétition au monde est entièrement réservée aux hommes trans.

### Cyclisme
L’Union cycliste internationale n'autorise pas la participation d’Emily Bridges à l’épreuve féminine des championnats de Grande-Bretagne d’Omnium de 2022 car elle a commencé son traitement hormonal en 2021 et doit attendre l’expiration de son enregistrement à l’UCI en qualité de cycliste masculin avant de pouvoir concourir dans la catégorie féminine. Le règlement de 2022 de la Fédération britannique de Cyclisme chargée des championnats nationaux, demande de son côté, que les cyclistes démontrent un faible taux de testostérone pendant les douze mois précédant la compétition.
Une athlète américaine trans, Austin Killips, remporte pour la première fois le Tour of the Gila le 1er mai 2023 au Nouveau Mexique. Le règlement change en 2023 au Royaume Uni, pour interdire les compétitions féminines aux femmes trans.

### Duathlon
L'Américain Chris Mosier, triathlète spécialisé dans le duathlon est le premier athlète transgenre à participer à des sélections olympiques dans la discipline marche athlétique[réf. souhaitée].

### Échecs
Si la fédération internationale des échecs interdit aux femmes trans les compétitions féminines, ce n'est pas le cas des fédérations nationales, telles que la fédération française. Yosha Iglesia, une jeune femme trans, affiliée à la fédération française remporte le titre de Maitre International Féminin organisé à Rouen en 2023. L'officialisation de cette qualification est en attente auprès de la Fédération internationale.

### Fléchettes
Aileen de Graaf (no 2 mondiale) et Anca Zijlstra (no 12) informent la Fédération Néerlandaise de Fléchettes (NDB), en mars 2024, de leur retrait de la sélection sportive au regard de la présence de la joueuse trans Noa-Lynn van Leuven dans la catégorie féminine. La fédération déclare regretter cette décision mais souligne son admissibilité pour jouer dans cette catégorie conformément à ses directives,,.

### Football (soccer)
La Fédération écossaise de football, s’agissant d’une joueuse trans, déclare qu'« elle est née homme [et cela] ne lui donne aucun avantage sur le terrain »,.Blair Hamilton, après avoir joué comme gardien de l'équipe masculine de son Université, joue désormais, après sa transition, dans l'équipe féminine de football de Stonehaven en Écosse. Elle est âgée de 28 ans en 2019 et est l'une des premières footballeuses transgenres d'Écosse.
La Fédération allemande de football depuis 2022 offre aux footballeurs amateurs trans et non-binaires, le choix d'évoluer dans une équipe féminine ou masculine.
La fa'afafine Jaiyah Saelua des Samoa américaines est le premier joueur trans à avoir disputé des éliminatoires de la Coupe du monde masculine en 2014,.
L'Argentine Mara Gomez est recrutée par le club de football argentin de première division de Villa San Carlos en 2020. Il s'agit de la première footballeuse transgenre à rejoindre un club de haut niveau. L'Argentin Marcos Rojo (FtM) joue au poste d'avant-centre dans le club Union del Suburbio à Gualeguaychú dans le nord-est du pays en 2020.
La footballeuse canadienne de l'équipe nationale Quinn annonce sa transidentité et sa non binarité en 2020. Quinn obtient une médaille pour le Canada en 2021. Il devient donc le premier sportif trans (non binaire) à monter sur un podium olympique et reste éligible pour concourir au football professionnel féminin sur la base du sexe qui lui a été attribué à la naissance malgré son identité de genre.
L’arbitre britannique de football Lucy Clark se déclare transgenre (MtF) en 2018. En janvier 2021, une équipe entièrement trans masculine (FtM), le TRUK United FC, est fondée par Lucy Clark, la première arbitre de foot ouvertement trans au monde. Le 31 mars 2023, le TRUK United FC, mené par le capitaine Arthur Webber, joue contre le Dulwich Hamlet FC Supporters Team au Champion Hill à Londres, où plus de 500 supporters regardent ce match historique.
La première arbitre transgenre du championnat d'Israël de football est soutenue par la Fédération d'Israël de football après sa transition en 2021. Elle est la première femme trans à arbitrer en 2025 un match international portant qualification pour l'Euro féminin des moins de 17 ans, opposant l'Irlande du Nord et le Monténégro.
Le responsable de l'organisation de la coupe du monde de football au Qatar en 2022, bien que le droit applicable de l'émirat à l'égard des personnes transgenres ne soit pas très clair, tient à rassurer les supporters : « elles seront les bienvenues ». Pourtant en 2022, le responsable de la sécurité de la Coupe du monde 2022 met en garde les spectateurs LGBT. Ils devront éviter de manifester des signes de leur préférence sexuelle en public afin de respecter la culture conservatrice en vigueur.
La footballeuse japonaise Kumi Yokoyama révèle sa transidentité au printemps 2021.
En novembre 2021, des critiques sont transmises par la Fédération jordanienne de football auprès de la Confédération asiatique au sujet de la présence d'une joueuse iranienne - Zohreh Koudaei - dont la féminité n'apparait pas de façon évidente. En 2014, 4 joueuses iraniennes dont les opérations de réassignation sexuelle demeurent incomplètes doivent être écartées de la sélection.
A la demande de la ligue de football d'Auvergne-Rhône-Alpes, la Fédération française de football en juillet 2024 retire sa licence féminine à un jeune footballeur de 19 ans évoluant en  D3 après sa transition (FtM). Il peut en revanche désormais opter pour une licence masculine.
Le 21 septembre 2024 , le Fenix FC, équipe de foot en Espagne composée d'hommes trans, fait ses débuts en cinquième division régionale après avoir été intégrée au club de Sant Feliu de Llobregat situé en Espagne.

### Football américain
La ligue nationale de football américain accueille, Justine Lindsay, une pompom girl afro-américaine trans en 2022. Elle soutient les Panthers de la Caroline au sein de l'équipe d’encouragement des TopCats}.

### Golf
La golfeuse transgenre américaine Lana Lawless s'est vu retirer son titre de championne mondiale en raison de sa transidentité. Elle a saisi la justice pour contester cette décision. La golfeuse américaine trans Hailey Davidson bénéficie d'une chirurgie de confirmation de genre en janvier 2021 et suit des traitements hormonaux depuis 2015. L'United States Golf Association l'autorise à participer à ses championnats. La Ladies Professional Golf Association examine sa demande de participation aux événements du LPGA Tour au regard de sa politique de genre.

### Grappling
L'association américaine de grappling, (North American Grappling Association), interdit aux femmes trans de concourir contre des femmes cisgenres lors de ses compétitions en 2023.

### Haltérophilie
L'haltérophile néo-zélandaise Laurel Hubbard réalise sa transition en 2012 à l'âge de 35 ans. Elle devient vice-championne du monde des plus de 90 kg en 2017 et devient la première athlète trans à participer aux Jeux olympiques en 2021.
Une athlète haltérophile trans poursuit en justice la fédération américaine d'haltérophilie devant le tribunal de l'État du Minnesota avec le soutien du groupe de défense des droits de l'homme Gender en 2021. La fédération, selon elle, l'interdit de compétition en raison de son identité sexuelle alors même que son taux de testostérone est inférieur à celui prévu par le Comité international olympique et la Fédération internationale d'haltérophilie.

### Handball
En France, le club ES Troarn Calvados Handball compte la première arbitre trans.

### Natation

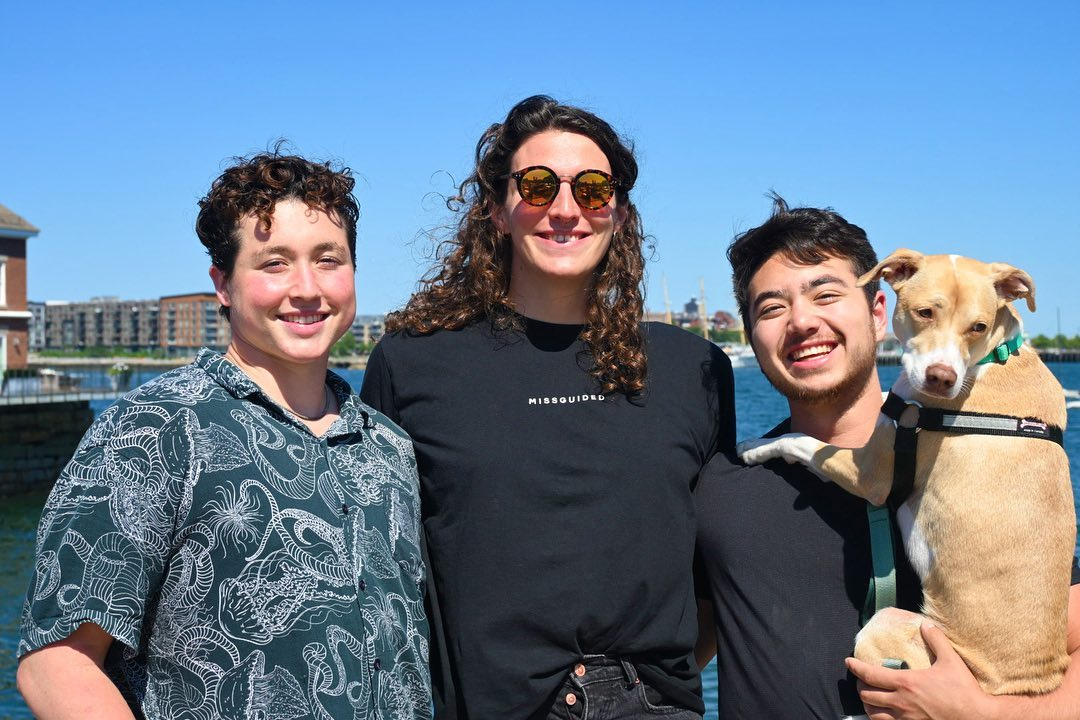
, Lia Thomas et, tous trois nageurs trans des États-Unis.

Dans un premier temps membre de l'équipe masculine de natation de l'université de Pennsylvanie de 2017 à 2020, Lia Thomas concourt ensuite avec l'équipe féminine universitaire de 2021 à 2022. En mars 2022, elle devient la première athlète ouvertement transgenre à remporter un championnat national de la division I de la NCAA, après sa victoire à l'épreuve féminine de 500 yards nage libre. Elle est au cœur d'un débat public sur la participation des femmes trans aux compétitions sportives à partir de 2021, où son nom est régulièrement évoqué. Elle saisit le Tribunal arbitral du sport en 2024 pour contester son exclusion des compétitions féminines par la Fédération internationale. Le TAS ne se prononce pas sur la validité de la réglementation du World Aquatics, mais estime que Lia Thomas n'avait pas « d'intérêt à agir » pour contester ce texte en justice. La nageuse de 25 ans n'est en effet « actuellement autorisée qu'à concourir dans les compétitions d'USA Swimming ne relevant pas des "événements élite" ». Pour cette raison, elle n'est pas directement concernée par les règles du World Aquatics, qui régissent les compétitions internationales. L'athlète n'a pas qualité pour poursuivre la World Aquatics en ce qui concerne les dispositions contestées de la politique et des exigences opérationnelles puisqu'elle n'était pas membre de l'USA Swimming au moment de l'introduction de la procédure devant le TAS.

La Fédération Internationale de Natation (FINA) adopte par un vote à plus de 71%, la création d'une catégorie spécifique de compétition pour les sportifs transgenres à partir du 20 juin 2022. De nombreuses nageuses trans devraient ainsi être exclues des championnats de l'élite féminine et pourront seulement concourir dans cette catégorie. Une compétition dite ouverte accueillant les athlètes de tous les sexes et identités de genre se déroule lors de la coupe du monde de Berlin, du 6 au 8 octobre 2023, pour les courses sur 50 et 100 mètres, dans tous les types de nage. Le nombre de courses pourrait être étendu. Aucune personne ne s'est inscrite à ces compétitions en 2023.

### Quilles de huit
La présence d'une championne de France trans dans la catégorie féminine est acceptée avec fierté par la Fédération de cette discipline en 2023,.

### Rugby

Les femmes trans souhaitant jouer au rugby sont réorientées vers des versions alternatives sans contact où la pratique mixte est acceptée, tels que le rugby foulard.

World Rugby n'autorise au niveau international, pour le rugby à XV et le rugby à VII, que les femmes trans ayant commencé une hormonothérapie avant leur puberté. Les hommes trans doivent quant à eux fournir un certificat d'aptitude par leur médecin, ainsi qu'une preuve que leur prise de testostérone est motivée est médicalement et ne constitue pas une forme de dopage.
Les règles peuvent être plus ou moins contraignantes pour évoluer dans les clubs, gérés par les fédérations nationales.
Ainsi, en 2021, la Fédération française de rugby publie ses recommandations concernant l'inclusion des femmes trans dans les compétitions de rugby féminin, à trois conditions :
1. avoir effectué leur changement d'état civil ;
2. avoir un gabarit qui ne soit pas considéré comme susceptible de provoquer des situations inéquitables par une commission ;
3. soit avoir effectué une chirurgie de réattribution sexuelle, soit suivre une hormonothérapie depuis plus d'un an et avoir un taux de testostérone inférieur à 5 nanomole par litre[126].

La FFR n'impose aucune restriction pour les hommes trans.
En revanche, à partir de 2022, les fédérations anglaise et irlandaise interdisent aux femmes trans la pratique du rugby féminin après les avoir incluses sous conditions,. Deux femmes trans irlandaises sont ainsi empêchées de jouer.
La ligue Internationale de Rugby à XIII interdit aux femmes trans de participer à des matchs internationaux féminins avant qu'une "politique d'inclusion des femmes transgenres" soit adoptée en 2023, à laquelle elle réfléchit. Une ancienne joueuse australienne considère cette mesure comme une punition.

### Surf
La World Surf League en accord avec l'Association internationale de surf depuis 2023, les femmes trans peuvent participer aux compétitions féminines, à condition d'avoir un taux de testostérone inférieur à 2,5 nmol/L depuis au moins 24 mois.En réaction, Bethany Hamilton fait savoir qu'elle ne participerait plus à des compétitions de la WSL.

### Tennis
La Fédération de tennis des États-Unis pratique une politique d'inclusion des athlètes trans,,. La présidente de la Cheyenne Tennis Association dans le Wyoming démissionne en 2023, en raison de la présence d'une joueuse de tennis trans lors d’un tournoi local féminin.
La Fédération internationale de tennis pratique une politique d'inclusion sous condition. Pour les femmes, la fourniture à la FIT d'une déclaration écrite et signée indiquant que son identité de genre est féminine et la démonstration que la concentration de testostérone dans son sérum a été inférieure à 5 nmol/L1 de façon continue pendant une période d'au moins 12 mois (voire sur une plus longue durée au cas par cas) et qu'elle est prête, désireuse et capable de continuer à la maintenir en dessous de ce niveau aussi longtemps qu'elle continuera à concourir dans la catégorie féminine. La fédération délivrera une certification écrite de l'éligibilité de cette joueuse à concourir dans la catégorie féminine. Pour les hommes : la fourniture d'une déclaration à la FIT écrite et signée, indiquant que son identité de genre est masculine. Dès que cela est raisonnablement possible après la réception de cette déclaration, la FIT prononcera l'éligibilité pour ce joueur pour participer dans la catégorie masculine des compétitions. Un joueur trans ne pourra pas participer à la catégorie féminine d'une compétition de la FIT une fois qu'il aura commencé un traitement hormonal. Une fois qu'un joueur transgenre a rempli les conditions d'éligibilité et a commencé de participer aux compétitions de la FIT dans la catégorie de compétition correspondant à son son identité de genre, il ne peut pas revenir à la participation dans la catégorie de l'autre sexe dans les compétitions de la FIT à moins et jusqu'à ce qu'au moins quatre ans se soient écoulés depuis la première compétition de la FIT à laquelle il/elle a participé.

### Tennis de table
Un champion brésilien de cette discipline ayant participé à 3 éditions des Jeux olympiques dans la catégorie féminine, souhaite participer à celui de Paris en 2024 dans la catégorie masculine après sa transition (FtM).

### Triathlon
Le 6 juillet 2022, la fédération britannique de triathlon décide d'interdire de la présence des femmes trans lors des compétitions féminines de triathlon en Grande-Bretagne. Cette mesure entre en vigueur en 2023. Les femmes transgenres devront intégrer une nouvelle catégorie avec les hommes dite « ouverte ».
La Fédération internationale de triathlon le 3 août 2022 autorise les femmes trans à participer aux compétitions dans la catégorie "féminine" à la double condition: la concentration de testostérone dans le sang doit être inférieure à 2,5 nmol/l depuis au moins 24 mois et un délai d'au moins 48 mois doit s'écouler depuis la dernière participation en tant qu'homme dans toute compétition sportive.

### Voile
La navigatrice Sophie Delannoy participe à la Mini transat de 2025 à bord d'un Mini Ofcet après sa transition réalisée en 2018. Elle souhaite porter des messages à cette occasion.

### Volley-ball
La Brésilienne Tifanny Abreu (pt) est la première femme trans à évoluer en première division féminine au Brésil. Elle participe à une campagne publicitaire en 2022 pour Adidas. Après avoir obtenu son changement d'identité, la joueuse originaire du Pérou, prénommée Nicole, obtient sa licence sportive de la fédération française. Seul le sexe figurant sur sa carte d'identité doit être conforme au genre mentionné sur sa licence. Elle devient la première joueuse trans du championnat de France.

## Représentation

### Médiatique
Les médias français au cours de la période 1977-2018 emploient très majoritairement des titres informatifs avec la mention « trans » ou « transgenre », sans mentionner le plus souvent le nom et prénom des sportifs. Mégenrer est également fréquent. Ils retiennent essentiellement l'aspect chirurgical de la transition. Les soupçons de tricherie dans les compétitions pour les femmes transgenres sont relevés alors que pour les hommes transgenres la question n'apparait pas.

### Prises de positions politiques
L'assemblée parlementaire du Conseil de l'Europe adopte en 2019 la résolution 2276 visant à condamner les propos et actes haineux dans le sport, notamment la transphobie, et invite les États membres de mettre en œuvre de bonnes pratiques.
Vladimir Poutine déclare en 2021 son hostilité à la participation des femmes trans à des compétitions sportives, car pour lui « le sport féminin allait complètement disparaître ». En 2022, le premier ministre Boris Johnson se prononce contre la présence de femme trans lors des compétitions. Le Rassemblement national, en juillet 2023, dépose une proposition de loi auprès de l'Assemblée nationale visant à interdire la participation de sportives trans à certaines compétitions. Seuls les sportifs pourraient concourir dans la catégorie correspondant à leur sexe figurant sur leur acte de naissance. Répondant le 14 août 2023 à des questions écrites posées par la députée européenne Mathilde Androuët du groupe Identité et démocratie, la commission européenne rappelle son attention portée aux victimes de discriminations intersectionnelles et aux personnes trans, non binaires et intersexuées, ainsi qu’à la question de l’amélioration de leur reconnaissance. La Commission rappelle également le cadre du Comité international olympique sur l’équité, l’inclusion et la non-discrimination sur la base de l’identité sexuelle et de l’intersexuation. Elle espère enfin que cette approche permettra aux personnes concernées de participer à des manifestations dans le domaine sportif,,. En 2023, un groupe de 48 députés et de 27 lords britanniques signent une lettre transmise à la Fédération de football anglaise afin d'adopter des mesures fortes en faveur de la non-mixité dans le football féminin.
La nageuse américaine Riley Gaines plaide contre l'inclusion des femmes trans dans la division féminine des sports.

### Radio
- « L'avantage des athlètes transsexuelles en sport féminin, un mythe ? », sur radio-canada.ca, 27 avril 2017

### Vidéographie
- 2020 : Thaïlande, toutes sur le ring ! de Martin Schacht, documentaire de 44 min diffusé sur Arte Voir sur Arte et sur YouTube.